# Carroponte

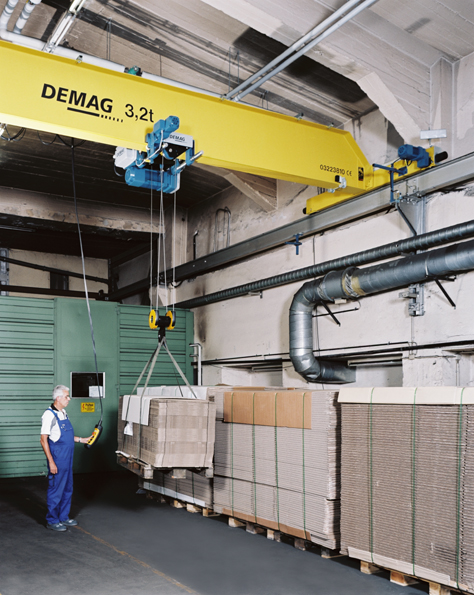
Un tipo di carroponte

Il carroponte (o gru a ponte) è una macchina destinata al sollevamento ed allo spostamento di materiali, con movimenti ristretti e confinati, sia all'aperto sia al chiuso.

## Descrizione

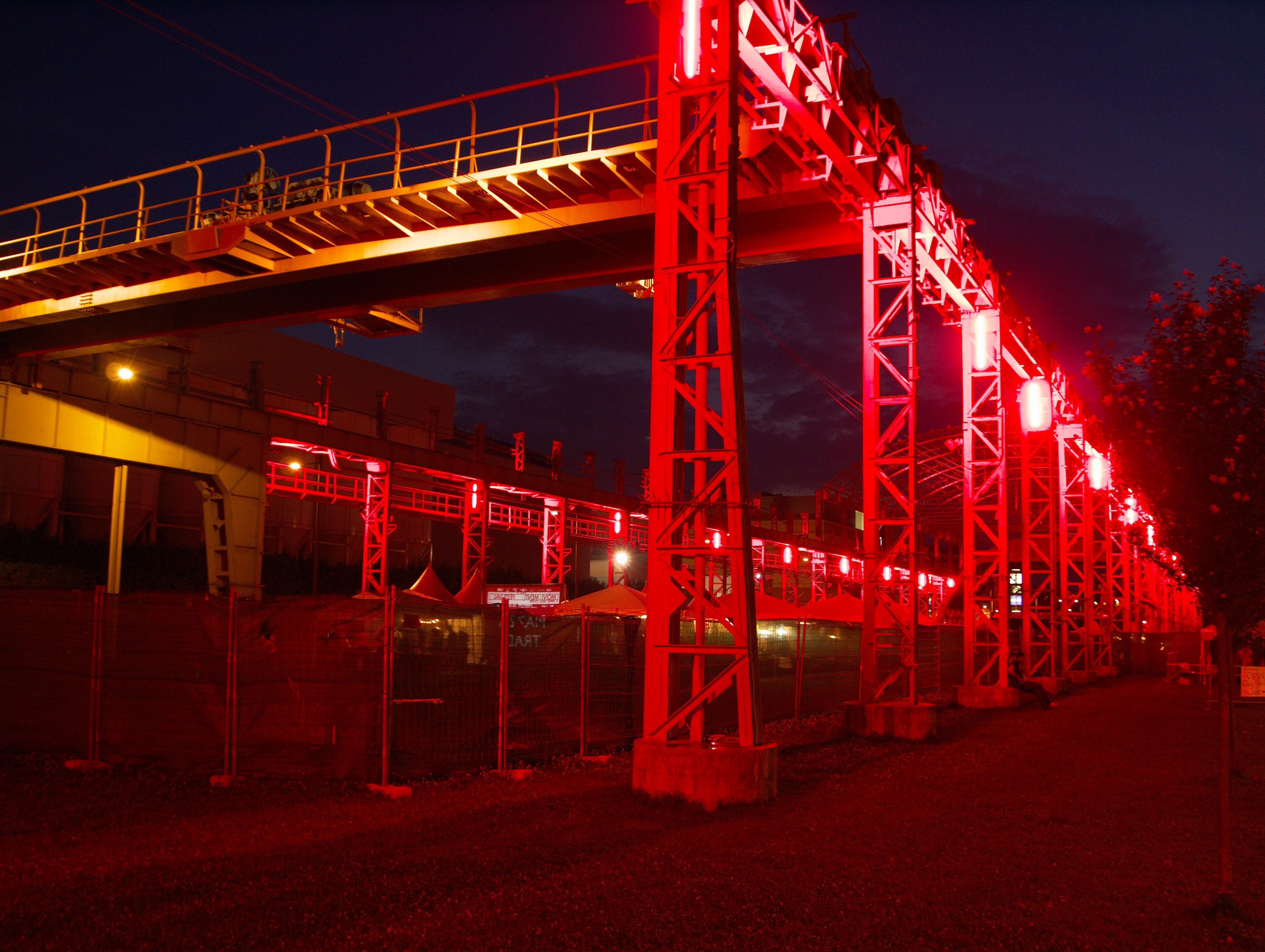
Il carroponte nel Parco archeologico industriale ex-Breda a Sesto San Giovanni.

Esistono carriponte per portate che variano da centinaia di chili a centinaia di tonnellate.
Le parti principali di un carroponte sono:
- un argano installato su un carrello o un paranco;
- un ponte costituito da una trave (carroponte monotrave) o anche due travi nei carroponti più grandi (carroponte bitrave).[2]

La trave può essere di diverse forme e grandezze, dalle più semplici costituite da una putrella (IPE, HEA, ecc.) alle travi a cassone costituite da due lamiere, dette piattabanda superiore e inferiore, e due anime laterali.
La macchina scorre per mezzo di due o quattro testate, imbullonate alle travi, su due binari (vie di corsa) posti alla stessa altezza.
All'argano sono applicate una o più funi le quali, con un sistema di carrucole, rinvii e ganci o altri dispositivi di sollevamento (benne, ganci a C...), consentono il sollevamento dei pesi. Gli accessori di sollevamento comunemente impiegati sui carroponti includono: brache, funi, catene, benne, polipi, pinze, elettromagneti e sollevatori magnetici.
Il carroponte non è da confondersi con la gru a portale, che scorre su due binari posti diversi metri più in basso del ponte, grazie a quattro braccia.

## Funzionamento
I movimenti tipici di un carroponte sono quello longitudinale del ponte, quello trasversale del carrello, il sollevamento e l'abbassamento del carico effettuato per tramite dell'argano o del paranco.

## Applicazioni
Gli usi più comuni hanno luogo all'interno di fabbriche e magazzini per il trasferimento di semilavorati e di prodotti finiti tra un reparto e l'altro o verso l'area di carico e scarico. Vi sono anche carriponte destinati all'uso siderurgico con funzioni di parco rottami, carroponte da carica o per movimentazione billette.

## Sicurezza e normativa
Il carroponte è un'apparecchiatura di sollevamento soggetta a specifiche normative sia costruttive, sia di verifica periodica.
Apposite celle di carico misurano i carichi spostati dal carroponte, e ne bloccano il funzionamento nel caso in cui tale carico sia superiore della portata del carroponte. Bisogna comunque non tentare di spostare carichi superiori alla portata del carroponte, anche tenendo conto delle portate degli accessori di sollevamento.